# Saison 2024-2025 des Trail Blazers de Portland
La saison 2024-2025 des Trail Blazers de Portland est la 55e saison de la franchise au sein de la National Basketball Association (NBA).
Le 6 avril, les Trail Blazers sont éliminés de la course aux playoffs après une victoire contre les Spurs de San Antonio (120-109). 

## Draft
| Tour | Choix | Joueur             | Poste | Nationalité | Provenance                 |
| ---- | ----- | ------------------ | ----- | ----------- | -------------------------- |
| 1    | 7     | Donovan Clingan    | C     | États-Unis  | Huskies du Connecticut     |
| 1    | 14    | Carlton Carrington | SG    | États-Unis  | Panthers de Pittsburgh     |
| 2    | 34    | Tyler Kolek        | PG    | États-Unis  | Golden Eagles de Marquette |
| 2    | 40    | Oso Ighodaro       | PF/C  | États-Unis  | Golden Eagles de Marquette |

## Matchs

### Summer League
| Summer League Total: 3-2 |

| Match | Date match | Équipe       | Score    | Meilleur marqueur      | Meilleur rebondeur   | Meilleur passeur  | Lieux Spectateurs      | Série |
| ----- | ---------- | ------------ | -------- | ---------------------- | -------------------- | ----------------- | ---------------------- | ----- |
| 1     | 13 juillet | San Antonio  | D 77-83  | Alex Reese (16)        | Donovan Clingan (13) | Rayan Rupert (5)  | Thomas & Mack Center 0 | 0 - 1 |
| 2     | 15 juillet | Philadelphie | V 97-95  | Bryce McGowens (20)    | Donovan Clingan (11) | Kendric Davis (8) | Thomas & Mack Center 0 | 1 - 1 |
| 3     | 16 juillet | Washington   | V 82-80  | Bryce McGowens (19)    | Donovan Clingan (13) | Kris Murray (4)   | Thomas & Mack Center 0 | 2 - 1 |
| 4     | 19 juillet | Charlotte    | D 68-84  | Clingan, McGowens (16) | Donovan Clingan (12) | Rayan Rupert (6)  | Cox Pavilion 0         | 2 - 2 |
| 5     | 21 juillet | Houston      | V 105-95 | Kennedy Chandler (21)  | Lee, Murray (9)      | Hyunjung Lee (4)  | Cox Pavilion 0         | 3 - 2 |

### Pré-saison
| Pré-saison Total: 3-1 (Domicile : 2-0; Extérieur : 1-1) |

| Match | Date match | Équipe          | Score     | Meilleur marqueur    | Meilleur rebondeur   | Meilleur passeur    | Lieux Spectateurs           | Série |
| ----- | ---------- | --------------- | --------- | -------------------- | -------------------- | ------------------- | --------------------------- | ----- |
| 1     | 11 octobre | @ L.A. Clippers | D 99-101  | Toumani Camara (19)  | Toumani Camara (9)   | Dalano Banton (5)   | Climate Pledge Arena 18 300 | 0 - 1 |
| 2     | 13 octobre | @ Sacramento    | V 105-85  | Scoot Henderson (17) | Donovan Clingan (10) | Scoot Henderson (7) | Golden 1 Center 14 788      | 1 - 1 |
| 3     | 16 octobre | Ratiopharm Ulm  | V 111-100 | Scoot Henderson (23) | Donovan Clingan (11) | Scoot Henderson (6) | Moda Center 11 627          | 2 - 1 |
| 4     | 18 octobre | Utah            | V 124-86  | Rayan Rupert (20)    | Donovan Clingan (20) | Avdija, Grant (7)   | Moda Center 15 806          | 3 - 1 |

### Saison régulière
| Saison régulière Total: 36-46 (Domicile : 22-19; Extérieur : 14-27) |

| Match | Date match | Équipe              | Score     | Meilleur marqueur    | Meilleur rebondeur | Meilleur passeur      | Lieux Spectateurs      | Série |
| ----- | ---------- | ------------------- | --------- | -------------------- | ------------------ | --------------------- | ---------------------- | ----- |
| 1     | 23 octobre | Golden State        | D 104-139 | Scoot Henderson (22) | Deandre Ayton (11) | Camara, Henderson (4) | Moda Center 19 480     | 0 - 1 |
| 2     | 25 octobre | La Nouvelle-Orléans | D 103-105 | Jerami Grant (34)    | Deandre Ayton (15) | Anfernee Simons (7)   | Moda Center 16 190     | 0 - 2 |
| 3     | 27 octobre | La Nouvelle-Orléans | V 125-103 | Jerami Grant (34)    | Deandre Ayton (12) | Scoot Henderson (7)   | Moda Center 16 138     | 1 - 2 |
| 4     | 28 octobre | @ Sacramento        | D 98-111  | Deandre Ayton (20)   | Deandre Ayton (11) | Scoot Henderson (5)   | Golden 1 Center 16 426 | 1 - 3 |
| 5     | 30 octobre | @ L.A. Clippers     | V 106-105 | Anfernee Simons (25) | Deandre Ayton (12) | Henderson, Simons (6) | Intuit Dome 16 727     | 2 - 3 |

| Match                                  | Date match   | Équipe                | Score     | Meilleur marqueur    | Meilleur rebondeur      | Meilleur passeur      | Lieux Spectateurs            | Série  |
| -------------------------------------- | ------------ | --------------------- | --------- | -------------------- | ----------------------- | --------------------- | ---------------------------- | ------ |
| 6                                      | 1er novembre | Oklahoma City         | D 114-137 | Jerami Grant (17)    | Donovan Clingan (7)     | Anfernee Simons (6)   | Moda Center 17 815           | 2 - 4  |
| 7                                      | 2 novembre   | @ Phoenix             | D 97-103  | Grant, Simons (20)   | Deandre Ayton (13)      | Anfernee Simons (6)   | Footprint Center 17 071      | 2 - 5  |
| 8                                      | 4 novembre   | @ La Nouvelle-Orléans | V 118-100 | Anfernee Simons (24) | Deandre Ayton (13)      | Scoot Henderson (5)   | Smoothie King Center 14 932  | 3 - 5  |
| 9                                      | 7 novembre   | @ San Antonio         | D 105-118 | Ayton, Grant (21)    | Deandre Ayton (10)      | Anfernee Simons (7)   | Frost Bank Center 17 120     | 3 - 6  |
| 10                                     | 8 novembre   | @ Minnesota           | D 102-127 | Scoot Henderson (16) | Deandre Ayton (6)       | Scoot Henderson (3)   | Target Center 18 978         | 3 - 7  |
| 11                                     | 10 novembre  | Memphis               | D 89-134  | Jerami Grant (20)    | Deandre Ayton (8)       | Scoot Henderson (8)   | Moda Center 18 477           | 3 - 8  |
| 12                                     | 12 novembre  | Minnesota*            | V 122-108 | Jerami Grant (21)    | Robert Williams III (9) | Jerami Grant (8)      | Moda Center 16 880           | 4 - 8  |
| 13                                     | 13 novembre  | Minnesota             | V 106-98  | Shaedon Sharpe (33)  | Donovan Clingan (12)    | Banton, Henderson (5) | Moda Center 17 353           | 5 - 8  |
| 14                                     | 17 novembre  | Atlanta               | V 114-110 | Shaedon Sharpe (32)  | Trois joueurs (8)       | Scoot Henderson (10)  | Moda Center 17 384           | 6 - 8  |
| 15                                     | 20 novembre  | @ Oklahoma City       | D 99-109  | Shaedon Sharpe (21)  | Camara, Clingan (9)     | Scoot Henderson (8)   | Paycom Center 17 752         | 6 - 9  |
| 16                                     | 22 novembre  | @ Houston*            | D 88-116  | Avdija, Sharpe (13)  | Donovan Clingan (7)     | Jerami Grant (5)      | Toyota Center 15 546         | 6 - 10 |
| 17                                     | 23 novembre  | @ Houston             | V 104-98  | Anfernee Simons (25) | Donovan Clingan (19)    | Dalano Banton (5)     | Toyota Center 16 102         | 7 - 10 |
| 18                                     | 25 novembre  | @ Memphis             | D 98-123  | Deni Avdija (17)     | Avdija, Camara (8)      | Deni Avdija (6)       | FedExForum 15 796            | 7 - 11 |
| 19                                     | 27 novembre  | @ Indiana             | D 114-121 | Anfernee Simons (30) | Deandre Ayton (12)      | Scoot Henderson (9)   | Gainbridge Fieldhouse 17 274 | 7 - 12 |
| 20                                     | 29 novembre  | Sacramento*           | V 115-106 | Deandre Ayton (26)   | Avdija, Ayton (9)       | Anfernee Simons (9)   | Moda Center 17 565           | 8 - 12 |
| *Matchs comptant pour la NBA Cup 2024. |              |                       |           |                      |                         |                       |                              |        |

| Match                                 | Date match   | Équipe           | Score     | Meilleur marqueur    | Meilleur rebondeur  | Meilleur passeur     | Lieux Spectateurs               | Série   |
| ------------------------------------- | ------------ | ---------------- | --------- | -------------------- | ------------------- | -------------------- | ------------------------------- | ------- |
| 21                                    | 1er décembre | Dallas           | D 131-137 | Anfernee Simons (27) | Ayton, Camara (7)   | Jerami Grant (6)     | Moda Center 16 205              | 8 - 13  |
| 22                                    | 3 décembre   | @ L.A. Clippers* | D 105-127 | Deandre Ayton (16)   | Jabari Walker (5)   | Anfernee Simons (6)  | Intuit Dome 15 583              | 8 - 14  |
| 23                                    | 6 décembre   | Utah             | D 99-141  | Banton, Grant (19)   | Trois joueurs (5)   | Anfernee Simons (5)  | Moda Center 16 446              | 8 - 15  |
| 24                                    | 8 décembre   | @ L.A. Lakers    | D 98-107  | Shaedon Sharpe (19)  | Deandre Ayton (19)  | Anfernee Simons (4)  | Crypto.com Arena 18 997         | 8 - 16  |
| 25                                    | 13 décembre  | San Antonio      | D 116-118 | Jerami Grant (32)    | Donovan Clingan (7) | Anfernee Simons (7)  | Moda Center 17 025              | 8 - 17  |
| 26                                    | 15 décembre  | @ Phoenix        | D 109-116 | Anfernee Simons (20) | Donovan Clingan (9) | Sharpe, Simons (5)   | Footprint Center 17 071         | 8 - 18  |
| 27                                    | 19 décembre  | Denver           | V 126-124 | Anfernee Simons (28) | Deandre Ayton (13)  | Anfernee Simons (10) | Moda Center 16 753              | 9 - 18  |
| 28                                    | 21 décembre  | @ San Antonio    | D 94-114  | Shaedon Sharpe (25)  | Deandre Ayton (8)   | Anfernee Simons (6)  | Frost Bank Center 18 354        | 9 - 19  |
| 29                                    | 23 décembre  | @ Dallas         | D 108-132 | Deni Avdija (19)     | Toumani Camara (12) | Anfernee Simons (5)  | American Airlines Center 20 225 | 9 - 20  |
| 30                                    | 26 décembre  | Utah             | V 122-120 | Avdija, Sharpe (27)  | Deandre Ayton (12)  | Scoot Henderson (10) | Moda Center 16 934              | 10 - 20 |
| 31                                    | 28 décembre  | Dallas           | V 126-122 | Shaedon Sharpe (23)  | Deandre Ayton (16)  | Anfernee Simons (8)  | Moda Center 19 335              | 11 - 20 |
| 32                                    | 30 décembre  | Philadelphie     | D 103-125 | Anfernee Simons (25) | Toumani Camara (10) | Scoot Henderson (7)  | Moda Center 16 721              | 11 - 21 |
| *Match comptant pour la NBA Cup 2024. |              |                  |           |                      |                     |                      |                                 |         |

| Match | Date match | Équipe                | Score     | Meilleur marqueur      | Meilleur rebondeur       | Meilleur passeur     | Lieux Spectateurs               | Série   |
| ----- | ---------- | --------------------- | --------- | ---------------------- | ------------------------ | -------------------- | ------------------------------- | ------- |
| 33    | 2 janvier  | @ L.A. Lakers         | D 106-114 | Anfernee Simons (23)   | Deni Avdija (10)         | Scoot Henderson (8)  | Crypto.com Arena 17 812         | 11 - 22 |
| 34    | 4 janvier  | @ Milwaukee           | V 105-102 | Anfernee Simons (28)   | Deni Avdija (14)         | Anfernee Simons (8)  | Fiserv Forum 17 595             | 12 - 22 |
| 35    | 6 janvier  | @ Détroit             | D 115-118 | Anfernee Simons (36)   | Deandre Ayton (11)       | Anfernee Simons (9)  | Little Caesars Arena 16 002     | 12 - 23 |
| 36    | 8 janvier  | @ La Nouvelle-Orléans | V 119-100 | Deni Avdija (26)       | Deandre Ayton (13)       | Trois joueurs (5)    | Smoothie King Center 16 425     | 13 - 23 |
| 37    | 9 janvier  | @ Dallas              | D 111-117 | Sharpe, Simons (22)    | Donovan Clingan (11)     | Trois joueurs (4)    | American Airlines Center 19 241 | 13 - 24 |
| 38    | 11 janvier | Miami                 | D 98-119  | Anfernee Simons (28)   | Deni Avdija (12)         | Avdija, Sharpe (5)   | Moda Center 17 505              | 13 - 25 |
| 39    | 14 janvier | Brooklyn              | D 114-132 | Scoot Henderson (39)   | Donovan Clingan (14)     | Scoot Henderson (6)  | Moda Center 16 127              | 13 - 26 |
| 40    | 16 janvier | L.A. Clippers         | D 89-118  | Dalano Banton (23)     | Ayton, Williams III (7)  | Scoot Henderson (6)  | Moda Center 16 374              | 13 - 27 |
| 41    | 18 janvier | Houston               | D 103-125 | Scoot Henderson (21)   | Shaedon Sharpe (8)       | Scoot Henderson (11) | Moda Center 17 077              | 13 - 28 |
| 42    | 19 janvier | Chicago               | V 113-102 | Scoot Henderson (25)   | Deandre Ayton (13)       | Scoot Henderson (8)  | Moda Center 16 976              | 14 - 28 |
| 43    | 21 janvier | @ Miami               | V 116-107 | Anfernee Simons (24)   | Deandre Ayton (15)       | Scoot Henderson (8)  | Kaseya Center 19 600            | 15 - 28 |
| 44    | 23 janvier | @ Orlando             | V 101-79  | Anfernee Simons (21)   | Robert Williams III (12) | Deni Avdija (5)      | Kia Center 19 422               | 16 - 28 |
| 45    | 24 janvier | @ Charlotte           | V 102-97  | Anfernee Simons (27)   | Donovan Clingan (13)     | Trois joueurs (4)    | Spectrum Center 16 228          | 17 - 28 |
| 46    | 26 janvier | Oklahoma City         | D 108-118 | Deni Avdija (28)       | Robert Williams III (10) | Deni Avdija (8)      | Moda Center 17 619              | 17 - 29 |
| 47    | 28 janvier | Milwaukee             | V 125-112 | Deni Avdija (30)       | Deandre Ayton (14)       | Anfernee Simons (7)  | Moda Center 17 030              | 18 - 29 |
| 48    | 30 janvier | Orlando               | V 119-90  | Henderson, Sharpe (23) | Deandre Ayton (8)        | Scoot Henderson (7)  | Moda Center 16 217              | 19 - 29 |

| Match                  | Date match  | Équipe       | Score          | Meilleur marqueur    | Meilleur rebondeur       | Meilleur passeur      | Lieux Spectateurs        | Série   |
| ---------------------- | ----------- | ------------ | -------------- | -------------------- | ------------------------ | --------------------- | ------------------------ | ------- |
| 49                     | 1er février | Phoenix      | V 127-108      | Deandre Ayton (24)   | Toumani Camara (10)      | Scoot Henderson (9)   | Moda Center 17 421       | 20 - 29 |
| 50                     | 3 février   | Phoenix      | V 121-119 (OT) | Deandre Ayton (25)   | Deandre Ayton (20)       | Anfernee Simons (10)  | Moda Center 16 205       | 21 - 29 |
| 51                     | 4 février   | Indiana      | V 112-89       | Anfernee Simons (22) | Robert Williams III (11) | Anfernee Simons (7)   | Moda Center 16 005       | 22 - 29 |
| 52                     | 6 février   | Sacramento   | V 108-102      | Anfernee Simons (30) | Toumani Camara (14)      | Scoot Henderson (8)   | Moda Center 16 953       | 23 - 29 |
| 53                     | 8 février   | @ Minnesota  | D 98-114       | Anfernee Simons (21) | Deandre Ayton (14)       | Anfernee Simons (5)   | Target Center 18 978     | 23 - 30 |
| 54                     | 10 février  | @ Denver     | D 117-146      | Dalano Banton (22)   | Donovan Clingan (7)      | Deni Avdija (8)       | Ball Arena 19 535        | 23 - 31 |
| 55                     | 12 février  | @ Denver     | D 121-132      | Anfernee Simons (26) | Donovan Clingan (20)     | Shaedon Sharpe (7)    | Ball Arena 19 901        | 23 - 32 |
| NBA All-Star Game 2025 |             |              |                |                      |                          |                       |                          |         |
| 56                     | 20 février  | L.A. Lakers  | D 102-110      | Deni Avdija (28)     | Toumani Camara (7)       | Anfernee Simons (7)   | Moda Center 19 399       | 23 - 33 |
| 57                     | 22 février  | Charlotte    | V 141-88       | Anfernee Simons (25) | Jabari Walker (14)       | Toumani Camara (6)    | Moda Center 18 501       | 24 - 33 |
| 58                     | 24 février  | @ Utah       | V 114-112      | Anfernee Simons (28) | Deni Avdija (14)         | Henderson, Simons (6) | Delta Center 18 175      | 25 - 33 |
| 59                     | 26 février  | @ Washington | V 129-121      | Shaedon Sharpe (36)  | Clingan, Sharpe (8)      | Sharpe, Simons (5)    | Capital One Arena 12 943 | 26 - 33 |
| 60                     | 28 février  | @ Brooklyn   | V 121-102      | Shaedon Sharpe (25)  | Dalano Banton (8)        | Scoot Henderson (9)   | Barclays Center 18 018   | 27 - 33 |

| Match | Date match | Équipe          | Score          | Meilleur marqueur    | Meilleur rebondeur   | Meilleur passeur    | Lieux Spectateurs                 | Série   |
| ----- | ---------- | --------------- | -------------- | -------------------- | -------------------- | ------------------- | --------------------------------- | ------- |
| 61    | 2 mars     | @ Cleveland     | D 129-133 (OT) | Deni Avdija (30)     | Deni Avdija (12)     | Deni Avdija (10)    | Rocket Mortgage FieldHouse 19 432 | 27 - 34 |
| 62    | 3 mars     | @ Philadelphie  | V 119-102      | Anfernee Simons (34) | Donovan Clingan (13) | Scoot Henderson (6) | Wells Fargo Center 19 776         | 28 - 34 |
| 63    | 5 mars     | @ Boston        | D 118-128      | Anfernee Simons (30) | Donovan Clingan (7)  | Anfernee Simons (6) | TD Garden 19 156                  | 28 - 35 |
| 64    | 7 mars     | @ Oklahoma City | D 89-107       | Scoot Henderson (22) | Donovan Clingan (12) | Anfernee Simons (5) | Paycom Center 17 911              | 28 - 36 |
| 65    | 9 mars     | Détroit         | D 112-119      | Anfernee Simons (34) | Clingan, Walker (9)  | Toumani Camara (5)  | Moda Center 19 661                | 28 - 37 |
| 66    | 10 mars    | @ Golden State  | D 120-130      | Deni Avdija (34)     | Deni Avdija (16)     | Shaedon Sharpe (8)  | Chase Center 18 064               | 28 - 38 |
| 67    | 12 mars    | New York        | D 113-114 (OT) | Scoot Henderson (30) | Deni Avdija (15)     | Avdija, Simons (5)  | Moda Center 17 510                | 28 - 39 |
| 68    | 16 mars    | Toronto         | V 105-102      | Anfernee Simons (22) | Donovan Clingan (14) | Deni Avdija (6)     | Moda Center 18 154                | 29 - 39 |
| 69    | 17 mars    | Washington      | V 112-97       | Anfernee Simons (30) | Donovan Clingan (13) | Dalano Banton (5)   | Moda Center 17 919                | 30 - 39 |
| 70    | 19 mars    | Memphis         | V 115-99       | Deni Avdija (31)     | Deni Avdija (16)     | Deni Avdija (8)     | Moda Center 18 491                | 31 - 39 |
| 71    | 21 mars    | Denver          | V 128-109      | Deni Avdija (36)     | Deni Avdija (8)      | Deni Avdija (7)     | Moda Center 17 410                | 32 - 39 |
| 72    | 23 mars    | Boston          | D 116-129      | Shaedon Sharpe (23)  | Deni Avdija (11)     | Scoot Henderson (6) | Moda Center 18 181                | 32 - 40 |
| 73    | 25 mars    | Cleveland       | D 111-122      | Trois joueurs (18)   | Donovan Clingan (12) | Anfernee Simons (8) | Moda Center 19 335                | 32 - 41 |
| 74    | 27 mars    | @ Sacramento    | D 107-128      | Deni Avdija (24)     | Deni Avdija (9)      | Scoot Henderson (6) | Golden 1 Center 16 671            | 32 - 42 |
| 75    | 30 mars    | @ New York      | D 93-110       | Deni Avdija (33)     | Donovan Clingan (10) | Quatre joueurs (4)  | Madison Square Garden 19 812      | 32 - 43 |

| Match | Date match | Équipe       | Score          | Meilleur marqueur   | Meilleur rebondeur   | Meilleur passeur     | Lieux Spectateurs       | Série   |
| ----- | ---------- | ------------ | -------------- | ------------------- | -------------------- | -------------------- | ----------------------- | ------- |
| 76    | 1er avril  | @ Atlanta    | V 127-113      | Shaedon Sharpe (33) | Deni Avdija (15)     | Deni Avdija (10)     | State Farm Arena 17 124 | 33 - 43 |
| 77    | 3 avril    | @ Toronto    | V 112-103      | Shaedon Sharpe (36) | Deni Avdija (15)     | Deni Avdija (6)      | Scotiabank Arena 18 548 | 34 - 43 |
| 78    | 4 avril    | @ Chicago    | D 113-118      | Deni Avdija (37)    | Donovan Clingan (18) | Avdija, Sharpe (5)   | United Center 21 572    | 34 - 44 |
| 79    | 6 avril    | San Antonio  | V 120-109      | Toumani Camara (23) | Camara, Sharpe (10)  | Banton, Sharpe (6)   | Moda Center 17 928      | 35 - 44 |
| 80    | 9 avril    | @ Utah       | D 126-133 (OT) | Shaedon Sharpe (37) | Donovan Clingan (9)  | Matisse Thybulle (6) | Delta Center 18 175     | 35 - 45 |
| 81    | 11 avril   | Golden State | D 86-103       | Jabari Walker (19)  | Donovan Clingan (15) | Dalano Banton (6)    | Moda Center 19 335      | 35 - 46 |
| 82    | 13 avril   | L.A. Lakers  | V 109-81       | Dalano Banton (23)  | Donovan Clingan (12) | Dalano Banton (7)    | Moda Center 19 335      | 36 - 46 |

### Confrontations en saison régulière
| Conférence Est      | Conférence Est                              | Conférence Est                              | Conférence Ouest                            | Conférence Ouest                            | Conférence Ouest                            | Conférence Ouest                            | Conférence Ouest                            |
| Division Atlantique | Division Atlantique                         | Division Atlantique                         | Division Nord-Ouest                         | Division Nord-Ouest                         | Division Nord-Ouest                         | Division Nord-Ouest                         | Division Nord-Ouest                         |
| Équipe              | Domicile                                    | Extérieur                                   | Équipe                                      | Domicile                                    | Domicile                                    | Extérieur                                   | Extérieur                                   |
| ------------------- | ------------------------------------------- | ------------------------------------------- | ------------------------------------------- | ------------------------------------------- | ------------------------------------------- | ------------------------------------------- | ------------------------------------------- |
| Boston              | 116-129                                     | 118-128                                     | Denver                                      | 126-124                                     | 128-109                                     | 117-146                                     | 121-132                                     |
| Brooklyn            | 114-132                                     | 121-102                                     | Minnesota                                   | 122-108                                     | 106-98                                      | 102-127                                     | 98-114                                      |
| New York            | 113-114 (OT)                                | 93-110                                      | Oklahoma City                               | 114-137                                     | 108-118                                     | 99-109                                      | 89-107                                      |
| Philadelphie        | 103-125                                     | 119-102                                     |                                             |                                             |                                             |                                             |                                             |
| Toronto             | 105-102                                     | 112-103                                     | Utah                                        | 99-141                                      | 122-120                                     | 114-112                                     | 126-133 (OT)                                |
| Division            | 4-6 (Domicile : 1-4; Extérieur : 3-2)       | 4-6 (Domicile : 1-4; Extérieur : 3-2)       | Division                                    | 6-10 (Domicile : 5-3; Extérieur : 1-7)      | 6-10 (Domicile : 5-3; Extérieur : 1-7)      | 6-10 (Domicile : 5-3; Extérieur : 1-7)      | 6-10 (Domicile : 5-3; Extérieur : 1-7)      |
| Division Centrale   | Division Centrale                           | Division Centrale                           | Division Pacifique                          | Division Pacifique                          | Division Pacifique                          | Division Pacifique                          | Division Pacifique                          |
| Équipe              | Domicile                                    | Extérieur                                   | Équipe                                      | Domicile                                    | Domicile                                    | Extérieur                                   | Extérieur                                   |
| Chicago             | 113-102                                     | 113-118                                     | Golden State                                | 104-139                                     | 86-103                                      | 120-130                                     |                                             |
| Cleveland           | 111-122                                     | 129-133 (OT)                                | L.A. Clippers                               | 89-118                                      |                                             | 106-105                                     | 105-127                                     |
| Detroit             | 112-119                                     | 115-118                                     | L.A. Lakers                                 | 102-110                                     | 109-81                                      | 98-107                                      | 106-114                                     |
| Indiana             | 112-89                                      | 114-121                                     | Phoenix                                     | 127-108                                     | 121-119 (OT)                                | 97-103                                      | 109-116                                     |
| Milwaukee           | 125-112                                     | 105-102                                     | Sacramento                                  | 115-106                                     | 108-102                                     | 98-111                                      | 107-128                                     |
| Division            | 4-6 (Domicile : 3-2; Extérieur : 1-4)       | 4-6 (Domicile : 3-2; Extérieur : 1-4)       | Division                                    | 6-12 (Domicile : 5-4; Extérieur : 1-8)      | 6-12 (Domicile : 5-4; Extérieur : 1-8)      | 6-12 (Domicile : 5-4; Extérieur : 1-8)      | 6-12 (Domicile : 5-4; Extérieur : 1-8)      |
| Division Sud-Est    | Division Sud-Est                            | Division Sud-Est                            | Division Sud-Ouest                          | Division Sud-Ouest                          | Division Sud-Ouest                          | Division Sud-Ouest                          | Division Sud-Ouest                          |
| Équipe              | Domicile                                    | Extérieur                                   | Équipe                                      | Domicile                                    | Domicile                                    | Extérieur                                   | Extérieur                                   |
| Atlanta             | 114-110                                     | 127-113                                     | Dallas                                      | 131-137                                     | 126-122                                     | 108-132                                     | 111-117                                     |
| Charlotte           | 141-88                                      | 102-97                                      | Houston                                     | 103-125                                     |                                             | 88-116                                      | 104-98                                      |
| Miami               | 98-19                                       | 116-107                                     | Memphis                                     | 89-134                                      | 115-99                                      | 98-123                                      |                                             |
| Orlando             | 119-90                                      | 101-79                                      | New Orleans                                 | 103-105                                     | 125-103                                     | 118-100                                     | 119-100                                     |
| Washington          | 112-97                                      | 129-121                                     | San Antonio                                 | 116-118                                     | 120-109                                     | 105-118                                     | 94-114                                      |
| Division            | 9-1 (Domicile : 4-1; Extérieur : 5-0)       | 9-1 (Domicile : 4-1; Extérieur : 5-0)       | Division                                    | 7-12 (Domicile : 4-5; Extérieur : 3-7)      | 7-12 (Domicile : 4-5; Extérieur : 3-7)      | 7-12 (Domicile : 4-5; Extérieur : 3-7)      | 7-12 (Domicile : 4-5; Extérieur : 3-7)      |
| Conférence          | 17-13 (Domicile : 8-7; Extérieur : 9-6)     | 17-13 (Domicile : 8-7; Extérieur : 9-6)     | Conférence                                  | 19-33 (Domicile : 14-12; Extérieur : 5-21)  | 19-33 (Domicile : 14-12; Extérieur : 5-21)  | 19-33 (Domicile : 14-12; Extérieur : 5-21)  | 19-33 (Domicile : 14-12; Extérieur : 5-21)  |
| Total               | 36-46 (Domicile : 22-19; Extérieur : 14-27) | 36-46 (Domicile : 22-19; Extérieur : 14-27) | 36-46 (Domicile : 22-19; Extérieur : 14-27) | 36-46 (Domicile : 22-19; Extérieur : 14-27) | 36-46 (Domicile : 22-19; Extérieur : 14-27) | 36-46 (Domicile : 22-19; Extérieur : 14-27) | 36-46 (Domicile : 22-19; Extérieur : 14-27) |

## Classements

### Saison régulière
| Conférence Ouest | Conférence Ouest                    | Conférence Ouest | Conférence Ouest | Conférence Ouest | Conférence Ouest | Conférence Ouest | Conférence Ouest |
| No               | Franchise                           | Vic.             | Def.             | MJ               | V/D              | GB               |                  |
| ---------------- | ----------------------------------- | ---------------- | ---------------- | ---------------- | ---------------- | ---------------- | ---------------- |
| 1                | Thunder d'Oklahoma City - c         | 68               | 14               | 82               | .829             | –                |                  |
| 2                | Rockets de Houston - y              | 52               | 30               | 82               | .634             | 16               |                  |
| 3                | Lakers de Los Angeles - y           | 50               | 32               | 82               | .610             | 18               |                  |
| 4                | Nuggets de Denver - x               | 50               | 32               | 82               | .610             | 18               |                  |
| 5                | Clippers de Los Angeles - x         | 50               | 32               | 82               | .610             | 18               |                  |
| 6                | Timberwolves du Minnesota - x       | 49               | 33               | 82               | .598             | 19               |                  |
|                  |                                     |                  |                  |                  |                  |                  |                  |
| 7                | Warriors de Golden State - x        | 48               | 34               | 82               | .585             | 20               |                  |
| 8                | Grizzlies de Memphis - x            | 48               | 34               | 82               | .585             | 20               |                  |
| 9                | Kings de Sacramento - pi            | 40               | 42               | 82               | .488             | 28               |                  |
| 10               | Mavericks de Dallas - pi            | 39               | 43               | 82               | .476             | 29               |                  |
|                  |                                     |                  |                  |                  |                  |                  |                  |
| 11               | Suns de Phoenix - o                 | 36               | 46               | 82               | .439             | 32               |                  |
| 12               | Trail Blazers de Portland - o       | 36               | 46               | 82               | .439             | 32               |                  |
| 13               | Spurs de San Antonio - o            | 34               | 48               | 82               | .415             | 34               |                  |
| 14               | Pelicans de La Nouvelle-Orléans - o | 21               | 61               | 82               | .256             | 47               |                  |
| 15               | Jazz de l'Utah - o                  | 17               | 65               | 82               | .207             | 51               |                  |

| Division Nord-Ouest           | V  | D  | MJ | V/D  | GB | Dom   | Ext   | Neu | Div  |
| ----------------------------- | -- | -- | -- | ---- | -- | ----- | ----- | --- | ---- |
| Thunder d'Oklahoma City - c   | 68 | 14 | 82 | .829 | –  | 35-6  | 32-8  | 1-0 | 12-4 |
| Nuggets de Denver - x         | 50 | 32 | 82 | .610 | 18 | 26-15 | 24-17 | 0-0 | 8-8  |
| Timberwolves du Minnesota - x | 49 | 33 | 82 | .598 | 19 | 25-16 | 24-17 | 0-0 | 11-5 |
| Trail Blazers de Portland - o | 36 | 46 | 82 | .439 | 32 | 22-19 | 14-27 | 0-0 | 6-10 |
| Jazz de l'Utah - o            | 17 | 65 | 82 | .207 | 51 | 10-31 | 7-34  | 0-0 | 3-13 |

### NBA In-Season Tournament
| Rang | Équipe                    | %    | J | G | P | Pp  | Pc  | Diff |
| ---- | ------------------------- | ---- | - | - | - | --- | --- | ---- |
| 1    | Rockets de Houston        | .750 | 4 | 3 | 1 | 454 | 414 | 40   |
| 2    | Clippers de Los Angeles   | .500 | 4 | 2 | 2 | 427 | 411 | 16   |
| 3    | Timberwolves du Minnesota | .500 | 4 | 2 | 2 | 418 | 431 | -13  |
| 4    | Trail Blazers de Portland | .500 | 4 | 2 | 2 | 430 | 457 | -27  |
| 5    | Kings de Sacramento       | .250 | 4 | 1 | 3 | 429 | 445 | -16  |

|  | Quarts de finale                     | Quarts de finale                 | Quarts de finale                 | Quarts de finale                 |                         |                         | Demi-finales                     | Demi-finales                     | Demi-finales                     | Demi-finales                     |  |  | Finale                           | Finale                           | Finale                           | Finale                           |
|  |                                      |                                  |                                  |                                  |                         |                         |                                  |                                  |                                  |                                  |  |  |                                  |                                  |                                  |                                  |
|  | 10 décembre 2024 – Milwaukee, WI     | 10 décembre 2024 – Milwaukee, WI | 10 décembre 2024 – Milwaukee, WI | 10 décembre 2024 – Milwaukee, WI |                         |                         | 14 décembre 2024 – Las Vegas, NV | 14 décembre 2024 – Las Vegas, NV | 14 décembre 2024 – Las Vegas, NV | 14 décembre 2024 – Las Vegas, NV |  |  | 17 décembre 2024 – Las Vegas, NV | 17 décembre 2024 – Las Vegas, NV | 17 décembre 2024 – Las Vegas, NV | 17 décembre 2024 – Las Vegas, NV |
|  | 10 décembre 2024 – Milwaukee, WI     | 10 décembre 2024 – Milwaukee, WI | 10 décembre 2024 – Milwaukee, WI | 10 décembre 2024 – Milwaukee, WI |                         |                         | 14 décembre 2024 – Las Vegas, NV | 14 décembre 2024 – Las Vegas, NV | 14 décembre 2024 – Las Vegas, NV | 14 décembre 2024 – Las Vegas, NV |  |  | 17 décembre 2024 – Las Vegas, NV | 17 décembre 2024 – Las Vegas, NV | 17 décembre 2024 – Las Vegas, NV | 17 décembre 2024 – Las Vegas, NV |
|  | Bucks de Milwaukee                   | Bucks de Milwaukee               | 114                              | 114                              |                         |                         | 14 décembre 2024 – Las Vegas, NV | 14 décembre 2024 – Las Vegas, NV | 14 décembre 2024 – Las Vegas, NV | 14 décembre 2024 – Las Vegas, NV |  |  | 17 décembre 2024 – Las Vegas, NV | 17 décembre 2024 – Las Vegas, NV | 17 décembre 2024 – Las Vegas, NV | 17 décembre 2024 – Las Vegas, NV |
|  | Bucks de Milwaukee                   | Bucks de Milwaukee               | 114                              | 114                              |                         |                         | 14 décembre 2024 – Las Vegas, NV | 14 décembre 2024 – Las Vegas, NV | 14 décembre 2024 – Las Vegas, NV | 14 décembre 2024 – Las Vegas, NV |  |  | 17 décembre 2024 – Las Vegas, NV | 17 décembre 2024 – Las Vegas, NV | 17 décembre 2024 – Las Vegas, NV | 17 décembre 2024 – Las Vegas, NV |
|  | Magic d'Orlando                      | Magic d'Orlando                  | 109                              | 109                              |                         |                         | 14 décembre 2024 – Las Vegas, NV | 14 décembre 2024 – Las Vegas, NV | 14 décembre 2024 – Las Vegas, NV | 14 décembre 2024 – Las Vegas, NV |  |  | 17 décembre 2024 – Las Vegas, NV | 17 décembre 2024 – Las Vegas, NV | 17 décembre 2024 – Las Vegas, NV | 17 décembre 2024 – Las Vegas, NV |
|  | Magic d'Orlando                      | Magic d'Orlando                  | 109                              | 109                              | Bucks de Milwaukee      | Bucks de Milwaukee      | 110                              | 110                              |                                  |                                  |  |  | 17 décembre 2024 – Las Vegas, NV | 17 décembre 2024 – Las Vegas, NV | 17 décembre 2024 – Las Vegas, NV | 17 décembre 2024 – Las Vegas, NV |
|  | 11 décembre 2024 – New York, NY      |                                  |                                  |                                  | Bucks de Milwaukee      | Bucks de Milwaukee      | 110                              | 110                              |                                  |                                  |  |  | 17 décembre 2024 – Las Vegas, NV | 17 décembre 2024 – Las Vegas, NV | 17 décembre 2024 – Las Vegas, NV | 17 décembre 2024 – Las Vegas, NV |
|  |                                      |                                  | Hawks d'Atlanta                  | Hawks d'Atlanta                  | 102                     | 102                     |                                  |                                  |                                  |                                  |  |  | 17 décembre 2024 – Las Vegas, NV | 17 décembre 2024 – Las Vegas, NV | 17 décembre 2024 – Las Vegas, NV | 17 décembre 2024 – Las Vegas, NV |
|  | Knicks de New York                   | Knicks de New York               | Hawks d'Atlanta                  | Hawks d'Atlanta                  | 102                     | 102                     | 100                              | 100                              |                                  |                                  |  |  | 17 décembre 2024 – Las Vegas, NV | 17 décembre 2024 – Las Vegas, NV | 17 décembre 2024 – Las Vegas, NV | 17 décembre 2024 – Las Vegas, NV |
|  | Knicks de New York                   | Knicks de New York               | 14 décembre 2024 – Las Vegas, NV |                                  |                         |                         | 100                              | 100                              |                                  |                                  |  |  | 17 décembre 2024 – Las Vegas, NV | 17 décembre 2024 – Las Vegas, NV | 17 décembre 2024 – Las Vegas, NV | 17 décembre 2024 – Las Vegas, NV |
|  | Hawks d'Atlanta                      | Hawks d'Atlanta                  | 108                              | 108                              |                         |                         |                                  |                                  |                                  |                                  |  |  | 17 décembre 2024 – Las Vegas, NV | 17 décembre 2024 – Las Vegas, NV | 17 décembre 2024 – Las Vegas, NV | 17 décembre 2024 – Las Vegas, NV |
|  | Hawks d'Atlanta                      | Hawks d'Atlanta                  | 108                              | 108                              | Bucks de Milwaukee      | Bucks de Milwaukee      | 97                               | 97                               |                                  |                                  |  |  |                                  |                                  |                                  |                                  |
|  | 10 décembre 2024 – Oklahoma City, OK |                                  |                                  |                                  | Bucks de Milwaukee      | Bucks de Milwaukee      | 97                               | 97                               |                                  |                                  |  |  |                                  |                                  |                                  |                                  |
|  |                                      |                                  | Thunder d'Oklahoma City          | Thunder d'Oklahoma City          | 81                      | 81                      |                                  |                                  |                                  |                                  |  |  |                                  |                                  |                                  |                                  |
|  | Thunder d'Oklahoma City              | Thunder d'Oklahoma City          | Thunder d'Oklahoma City          | Thunder d'Oklahoma City          | 81                      | 81                      | 118                              | 118                              |                                  |                                  |  |  |                                  |                                  |                                  |                                  |
|  | Thunder d'Oklahoma City              | Thunder d'Oklahoma City          |                                  |                                  |                         |                         |                                  |                                  |                                  |                                  |  |  |                                  |                                  |                                  |                                  |
|  | Mavericks de Dallas                  | Mavericks de Dallas              | 104                              | 104                              |                         |                         |                                  |                                  |                                  |                                  |  |  |                                  |                                  |                                  |                                  |
|  | Mavericks de Dallas                  | Mavericks de Dallas              | 104                              | 104                              | Thunder d'Oklahoma City | Thunder d'Oklahoma City | 111                              | 111                              |                                  |                                  |  |  |                                  |                                  |                                  |                                  |
|  | 11 décembre 2024 – Houston, TX       |                                  |                                  |                                  | Thunder d'Oklahoma City | Thunder d'Oklahoma City | 111                              | 111                              |                                  |                                  |  |  |                                  |                                  |                                  |                                  |
|  |                                      |                                  | Rockets de Houston               | Rockets de Houston               | 96                      | 96                      |                                  |                                  |                                  |                                  |  |  |                                  |                                  |                                  |                                  |
|  | Rockets de Houston                   | Rockets de Houston               | Rockets de Houston               | Rockets de Houston               | 96                      | 96                      | 91                               | 91                               |                                  |                                  |  |  |                                  |                                  |                                  |                                  |
|  | Rockets de Houston                   | Rockets de Houston               |                                  |                                  |                         |                         |                                  | 91                               |                                  |                                  |  |  |                                  |                                  |                                  |                                  |
|  | Warriors de Golden State             | Warriors de Golden State         | 90                               | 90                               |                         |                         |                                  |                                  |                                  |                                  |  |  |                                  |                                  |                                  |                                  |
|  | Warriors de Golden State             | Warriors de Golden State         | 90                               | 90                               |                         |                         |                                  |                                  |                                  |                                  |  |  |                                  |                                  |                                  |                                  |
|  |                                      |                                  |                                  |                                  |                         |                         |                                  |                                  |                                  |                                  |  |  |                                  |                                  |                                  |                                  |